# Bibeln som historisk källa

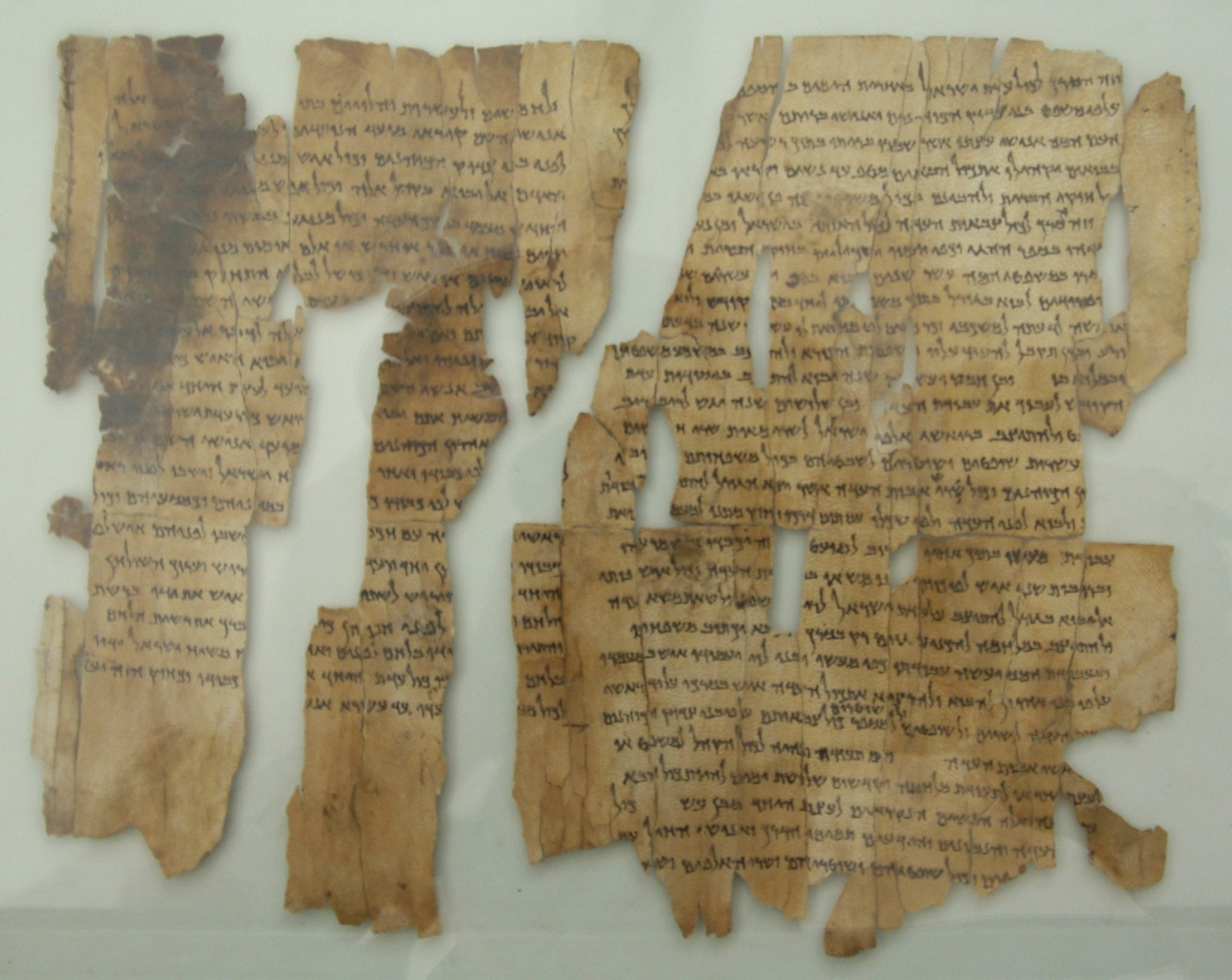
Två sidor från dödahavsrullarna.

Texterna i Bibeln kan i olika sammanhang användas som historiska källor. I vilka sammanhang och i vilken utsträckning råder dock delade meningar om. Det råder även delade meningar om huruvida vissa delar av bibeln är rent mytologiska eller har en kärna av sanning.

## Delar av det gamla testamentet som historiska källor

### Genesis - Skapelsen
Den bibliska skapelseberättelsen, från skapelsen till syndafloden, anses av de allra flesta forskare och många troende som mytisk. Argument hämtas från kosmologi, geologi, evolution (i synnerhet fossil) och analys av själva bibeltexterna. Det hävdas att bevis från dessa områden av vetenskapen pekar på att de bibliska händelserna, om de tolkas bokstavligt, är vetenskapligt omöjliga (se även artikeln kreationism).

### Patriarkerna
Patriarkerna, alltså Abraham, hans son Isak och hans sonson Jakob, skulle enligt Bibeln ha levt omkring 2000 f.Kr. De bibliska berättelserna om dem anses av vissa vara myter i betydelsen att de utgör forna händelser som ska delge oss moralisk kunskap i nutiden. 
De flesta troende och vissa forskare är inte överens om detta. Enligt arkeologen Amihai Mazar utgör de bibliska berättelserna om patriarkerna trovärdiga och detaljerade beskrivningar om kulturen under det andra årtusendet f.Kr. Hans argument från arkeologin ifrågasätts av en annan välkänd arkeolog, Israel Finkelstein. Finkelstein hävdar att den kultur som beskrivs i de bibliska berättelserna även kan vara hämtad från det första årtusendet f.Kr. Inga arkeologiska fynd som bekräftar att patriarkerna funnits har gjorts, och det är inte troligt att förvänta sig fynd från en enskild familj som levde under 1700-talet f.Kr. eller där omkring. De arkeologiska fynden från kulturerna inom den bördiga halvmånen överensstämmer enligt vissa med beskrivningen av patriarkernas kultur i Bibeln. Skeptiker betraktar de etiska undertonerna som finns i berättelserna som tidstypiska senare tillägg. 
Det finns vissa kännetecken för att förlägga berättelserna till en senare period. Kameler används ofta som lastdjur, vilka inte anses ha tämjts förrän sent under det andra årtusendet f.Kr. och kom inte i omfattande bruk förrän det första årtusendet f.Kr., enligt Finkelstein. Det finns andra forskare, som Levy, vilka anser att kamelen tämjdes redan 4000 f.Kr. Förutom detta återberättar historierna om patriarkerna möten med araméer och filistéer. Dessa folkslag ankom till regionen först under 1300- respektive 1100-talet f.Kr.

### Exodus - uttåget ur Egypten
Israeliternas uttåg ur Egypten har vållat en hel del spekulation. Vissa forskare anser att i det omfattande fornegyptiska textmaterialet finns en likhet med hyksos, ett asiatiskt folk vilka bebodde det forntida Egypten under 1600- och 1500-talet f.Kr. Andra föreslår att israeliterna var de apiru vilka finns nedtecknade från det egyptiska Nya riket (1550-1070 f.Kr.). Den tidigaste kända hänvisningen till Israel (omkring 1200 f.Kr.) är farao Merneptahs segerstele (även felaktigt känd som Israelstelen), vilken beskriver att "Israel ligger öde, dess säd finns inte mer". Egypten fortsatte att behärska Palestina under 1100-talet f.Kr. Det finns forskare som har spekulerat i att uttåget ur Egypten i själva verket beskriver Israels frigörelse från det egyptiska herraväldet över landet Israel. Stelens segerbudskap kan dock ifrågasättas. Egyptologen Donald Redford föreslår att Israel uppstod ur ett nomadiskt folk. Hans forskning påvisar att israeliterna tillhörde det nomadiska Shasu-folket. Upprinnelsen till Israel skulle då ha varit en grupp nomader som utmärkte sig genom sin tro på Jahve.
Försök har gjorts att relatera Egyptens tio plågor till historiska händelser, i synnerhet vulkanutbrottet på Thera under 1600-talet f.Kr.
Antalet israeliter som deltog i uttåget ur Egypten var enligt Bibeln 600 000 vuxna män, vilket förefaller högst osannolikt. Även om antalet invånare i det forntida Egypten är okänt, överstiger antalet israeliter (totalt omkring 3 miljoner) de lägsta uppskattningarna av den totala egyptiska befolkningen. Ett vanligt förslag är att den bibliska texten istället ska tolkas som 600 familjer, och inte 600 000, något som skulle ge ett mer troligt antal. Det egyptiska textmaterialet visar att grupper av asiater flyttade in och ut ur Egypten, i synnerhet till det bördiga Nildeltat under tider av torka. Det råder ingen enighet bland forskarna om hur antalet israeliter ska tolkas eller ens om uttåget verkligen ägde rum.

### Josua - Erövringen av Kanaan
Jeriko och andra bosättningar i Palestina visar tecken på en våldsam förstörelse vid slutet av den mellersta bronsåldern. Detta tolkas av arkeologer som ett resultat av det maktvakuum som uppstod när hyksos fördrevs från Egypten. I synnerhet Jerikos murar har undersökts och dessa förstördes vid mitten av det andra årtusendet f.Kr. av en belägring eller jordbävning. Åsikterna går isär om de verkligen är de murar som beskrivs i Bibeln. Murarnas fall daterades ursprungligen till omkring 1400 f.Kr. av John Garstang. Kathleen Kenyon, som grävde ut Jeriko 1952-58 och använde sig av en förbättrad metod att datera de olika bosättningsskikten, drog slutsatsen att murarnas fall bör dateras till den mellersta bronsålderns slut, dvs. omkring 1550 f.Kr.
Nyligen[när?] publicerade Bryant G. Wood en artikel i Biblical Archaeological Review vilken gör gällande att det finns allvarliga brister i Kenyons slutsatser. Däremot anser han att Garstangs ursprungliga datering var korrekt. Garstangs och Woods datering överensstämmer med den datering av Josua vilken många bokstavstrogna bibelforskare anammar. Wood argumenterar att det arkeologiska materialet stödjer en invasion av Jeriko omkring 1400 f.Kr. såsom den är återberättas i Josua i Gamla Testamentet. De arkeologiska fynden från perioden påvisar dock inte någon större befolkningsökning (befolkningen anses ha uppgått till mellan 50 000 och 100 000 personer). Wood anser att det finns en överensstämmelse mellan arkeologiska fynd och de bibliska berättelserna. Hans omdatering har inte vunnit allmänt erkännande hos forskarna, och Kenyons datering är den alltjämt förekommande inom arkeologin.
Förutom detta är de tidigaste arkeologiska fynd som påvisar möjliga israeliska bosättningar från 1200-talet f.Kr. Denna datering stämmer inte överens med de bokstavstrogna bibelforskarnas uppfattning om när Josua levde, även om det passar väl in i den judiska traditionen.

### Förenade kungariket Israel
Sedan upptäckten av en inskription från 800-talet f.Kr. i Tel Dan vilken omtalar Davids hus, antas det vanligen att David var en verklig historisk person. Kung Salomos förenade kungarike Israel och hans son Jeroboams uppror är emellertid omtvistade frågor och det antas att de är ett senare påfund. Skeptiska forskare menar att uppdelningen av landet i två delar, med Jerusalem respektive Shekem som huvudorter, går tillbaka till det egyptiska Nya rikets administration av Palestina.
Salomos rike sägs ha omfattat landet från Eufrat i norr till Röda havet i söder. Det skulle ha krävts en hög nivå av samhällsorganisation att erövra, kuva och styra ett sådant stort område. Arkeologin stödjer inte att Jerusalem var en stad under 900-talet f.Kr. och hela Juda rike var sparsamt befolkat. Eftersom Jerusalem har förstörts och återuppbyggts uppskattningsvis 15 till 20 gånger sedan Davids och Salomons tid kan arkeologiska fynd lätt ha förstörts. Ändå finns det arkeologiska fynd från den mellersta bronsålderns och den senare järnåldern från staden. Davids och Salomons erövringar finns inte omnämnda i samtida historiska texter (dessa är få beroende på att de stora rikena vid denna tid hade drabbats av en nedgångsperiod), vilket är ett argumentum ex silentio (argument utifrån tystnad). De bibliska berättelserna hävdar dessutom inte att hela det erövrade området stod under direkt israelisk förvaltning utan endast var tributpliktiga.

### Sentida kungar
Det antas generellt att de bibliska berättelserna om Israel och Juda rike, såsom de är nedtecknade i Kungaböckerna, är historiska men något subjektiva. Arkeologiska fynd och kronologi från omgivande riken har bekräftat den allmänna bilden från Bibeln, även om inte varje detalj återfinns. Exempelvis finns kung Achav (Ahab) av Israels medverkan i slaget vid Qarqar dokumenterad i assyriska källor. Kung Omri av Israel finns omnämnd på Mesha-stelen från Moab (även kallad den moabitiska stenen). Flera senare kungar betalade tribut till Assyrien, enligt assyriska källor.

### Exilen
De bibliska böckerna Esra och Nehemja, vilka berättar om återkomsten från den babyloniska fångenskapen under persisk tid, anses av forskarna vara historiska i stora drag, även om det finns få utomstående källor som bekräftar uppgifterna. Daniels bok, som berättar om den judiska profeten Daniel i Babylon från Nebukadnessar IIs regeringstid till Kyros II av Persien anses vara skriven under hellenistisk tid och innehålla många påhittade händelser i en historisk miljö. Bokstavstroende framhärdar i att Daniels bok är historiskt korrekt och att exempelvis Belsassar, beskriven som kung av Babylon före den persiska erövringen, har återfunnits som en son och medregent till Nabonidus, Babylons sista egentliga kung. Esters bok, som omtalar hur den vackra och dygdiga judiska kvinnan Ester blir drottning till kung Ahasuerus av Persien och räddar judarna från utplåning av sina fiender vid hovet, har även ifrågasatts som en historisk berättelse. De ursprungliga försöken att binda berättelsen till babylonisk och elamitisk mytologi har dock stjälpts omkull.

## De olika skolorna för tolkning av bibeln som historisk källa
Det finns två löst definierade tankeskolor om Bibeln som historiskt korrekt; biblisk minimalism och biblisk maximalism, förutom den traditionella religiösa icke-historiska läsningen av Bibeln. Åsikterna om Bibeln befinner sig på en skala snarare än i två skilda läger. Det är inte ovanligt att forskare för fram olika teorier som kan ligga var som helst mellan dessa olika läger, exempelvis arkeologen Israel Finkelsteins position i frågan.

### Biblisk minimalism
1968 lades två uppsatser fram i Köpenhamn av Niels Peter Lemche och Heike Friis vilka innebar en stor omvälvning i synen av Bibeln som historisk källa. En av de tidigaste böckerna inom den inriktning som givits beteckningen biblisk minimalism skrevs av Giovanni Garbini 1986. I hans fotspår följde Thomas L. Thompson och Philip R. Davies 1992. Davies framför åsikten att det historiska Israel endast kan återfinnas i arkeologin, och det bibliska Israel endast i Bibeln. Thompson och Davies ser hela Gamla Testamentet som en skapelse av ett mindre antal judiska lärda i Jerusalem efter den babyloniska fångenskapen. Niels Peter Lemche, Thompsons kollega vid Köpenhamns universitet, följde upp med flera titlar i samma tradition. Närvaron av Thompson och Lemche vid samma institution har gett upphov till terminologin "Köpenhamnsskolan" för att beteckna dem som förordar en radikal biblisk minimalism.
Bibliska minimalister anser i allmänhet att Bibeln är ett påhittat verk och att berättelserna är av en mytisk karaktär. Inga av de tidiga berättelserna har en fast historisk grund och endast ett fåtal av de senare berättelserna innehåller som bäst historiska fragment. Enligt deras definition kräver dessa att arkeologiska fynd bekräftar berättelserna för att dessa ska kunna anses innehålla en historisk kärna. Berättelserna om patriarkerna blir mytiska och de bibliska minimalisterna anser att Israels tolv stammar aldrig har existerat. Dessutom anser minimalisterna att kung David och Saul aldrig funnits och inte heller det förenade kungariket Israel.

### Biblisk maximalism
De bibliska maximalisterna erkänner resultaten från moderna vetenskapliga studier och är överens om att man bör vara försiktig i att särskilja fakta från myt ur Bibeln. Maximalister anser att kärnan av de bibliska berättelserna innehåller historiska händelser och att särskilt de senare böckerna är mer historiska än de tidigare böckerna. Biblisk maximalism misstolkas ibland som att dess anhängare anser att Bibeln är felfri. Majoriteten av maximalisterna är inte av den åsikten. 
Arkeologin berättar i väldigt få fall något om enskilda familjer. Sålunda förväntas man inte finna i arkeologin något som kan bekräfta eller förneka de bibliska patriarkerna. Maximalisterna är delade inför frågan. Några har den åsikten att patriarkerna var historiska personer, men att vi inte ska förhålla oss till de bibliska berättelserna om dem som historiska händelser, inte ens i stora drag. Andra är av den åsikten att det är sannolikt att några av patriarkerna ska klassificeras som rent mytiska skapelser, med endast den minsta länk till verkliga historiska personer i ett avlägset förflutet, ungefär på samma vis som legender om kung Artur.
Bibliska maximalister är överens om att Israels tolv stammar verkligen existerade, även om de inte nödvändigtvis tror på den bibliska beskrivningen av deras ursprung. Maximalister är även överens om att centrala bibliska personer, såsom kung David och Saul verkligen levde och att det bibliska kungariket Israel existerade, och att Jesus var en historisk person.

### Konflikten mellan maximalism- och minimalismskolorna
Israel Finkelstein och Neil Asher Silberman publicerade 2001 en bok som förespråkade en mellanväg mot biblisk maximalism. Detta orsakade ett ramaskri bland konservativa maximalister. Många forskare är numera på väg bort från minimalismen, enligt Hershel Shanks, redaktören för tidskriften Biblical Archaeological Review. Egyptologen och maximalisten Kenneth Kitchen gav 2003 ut en bok som förespråkade Gamla Testamentets tillförlitlighet och kritiserade Finkelstein, Silberman och andra forskare inom området. På kort sikt finns det inga tecken på att intensiteten i debatten mellan minimalism- och maximalismskolorna är på väg att avta.

### Synen på Nya Testamentet
Det stora flertalet forskare är överens om att Jesus verkligen funnits som en historisk person. Förutom de fyra evangelierna så omnämns Jesus också av bland annat den nästan samtide judiske historikern Josefus Flavius och i flera andra källor.
Med en infallsvinkel liknande bibliska minimalister hävdar enstaka forskare såsom Earl Doherty att Jesus aldrig funnits, och att Jesus-gestalten är en sammansmältning av olika individer och myter som var vanliga under hellenistisk tid. Samma åsikter har fördes fram av svensken Roger Viklund i hans bok Den Jesus som aldrig funnits (2005).

## Arkeologi och modern israelisk politik
Biblisk arkeologi är emellanåt politiskt kontroversiell, särskilt när det gäller tiden för det förenade kungariket Israel. Vissa israeler använder det historiska kungariket som ett stöd för ett modernt Stor-Israel. Åsikter som går emot existensen av det förenade kungariket Israel (eller anser att det fanns i en mindre och inte lika omfattande storlek), eller är emot tanken på ett historiskt israeliskt uttåg ur Egypten, kan leda till anklagelser om antisemitism från exempelvis Hershel Shanks. Icke desto mindre är denna period ur Israels historia grundläggande för förståelsen av det moderna Israel och därmed ett känsloladdat område för vissa judar. [källa behövs]